# جون غيليز (سياسي)
جون غيليز هو سياسي أسترالي، ولد في 6 مارس 1844، وتوفي في 23 سبتمبر 1911. نشط حزبياً في حزب التجارة الحرة. وقد انتخب عضو الجمعية التشريعية لنيو ساوث ويلز ‏.